# Vacon (Meuse)
Pour les articles homonymes, voir Vacon.
Vacon est une ancienne commune française du département de la Meuse en région Grand Est. Elle est réunie à celle de Void en 1972 pour former la commune de Void-Vacon.

## Géographie
Vacon est située sur la rive gauche du canal de la Marne au Rhin, à environ 3 km au sud de Void.

## Toponymie
Anciennes mentions : Vuacon (1011) ; Vaccon (1700) ; Vedulum, Wacon et Voicon (1707). 

## Histoire
Avant 1790, Vacon dépend du Toulois et du diocèse de Toul.
Le 1er juin 1972, la commune de Vacon est rattachée sous le régime de la fusion-association à celle de Void qui devient Void-Vacon. Le 1er janvier 1977, le rattachement de Vacon à Void-Vacon est transformé en fusion simple.

## Politique et administration
| Période                                  | Période | Identité      | Étiquette | Qualité |
| ---------------------------------------- | ------- | ------------- | --------- | ------- |
| 1919                                     | ?       | Maurice Rogny |           |         |
| Les données manquantes sont à compléter. |         |               |           |         |

## Démographie
| 1793 | 1800 | 1806 | 1821 | 1831 | 1836 | 1846 | 1851 | 1856 |
| ---- | ---- | ---- | ---- | ---- | ---- | ---- | ---- | ---- |
| 143  | 166  | 180  | 189  | 202  | 216  | 306  | 342  | 317  |

| 1861 | 1866 | 1872 | 1876 | 1881 | 1886 | 1891 | 1896 | 1901 |
| ---- | ---- | ---- | ---- | ---- | ---- | ---- | ---- | ---- |
| 290  | 267  | 253  | 219  | 239  | 237  | 276  | 243  | 203  |

| 1906 | 1911 | 1921 | 1926 | 1936 | 1946 | 1954 | 1962 | 1968 |
| ---- | ---- | ---- | ---- | ---- | ---- | ---- | ---- | ---- |
| 199  | 173  | 151  | 142  | 136  | 161  | 148  | 165  | 153  |

## Lieux et monuments

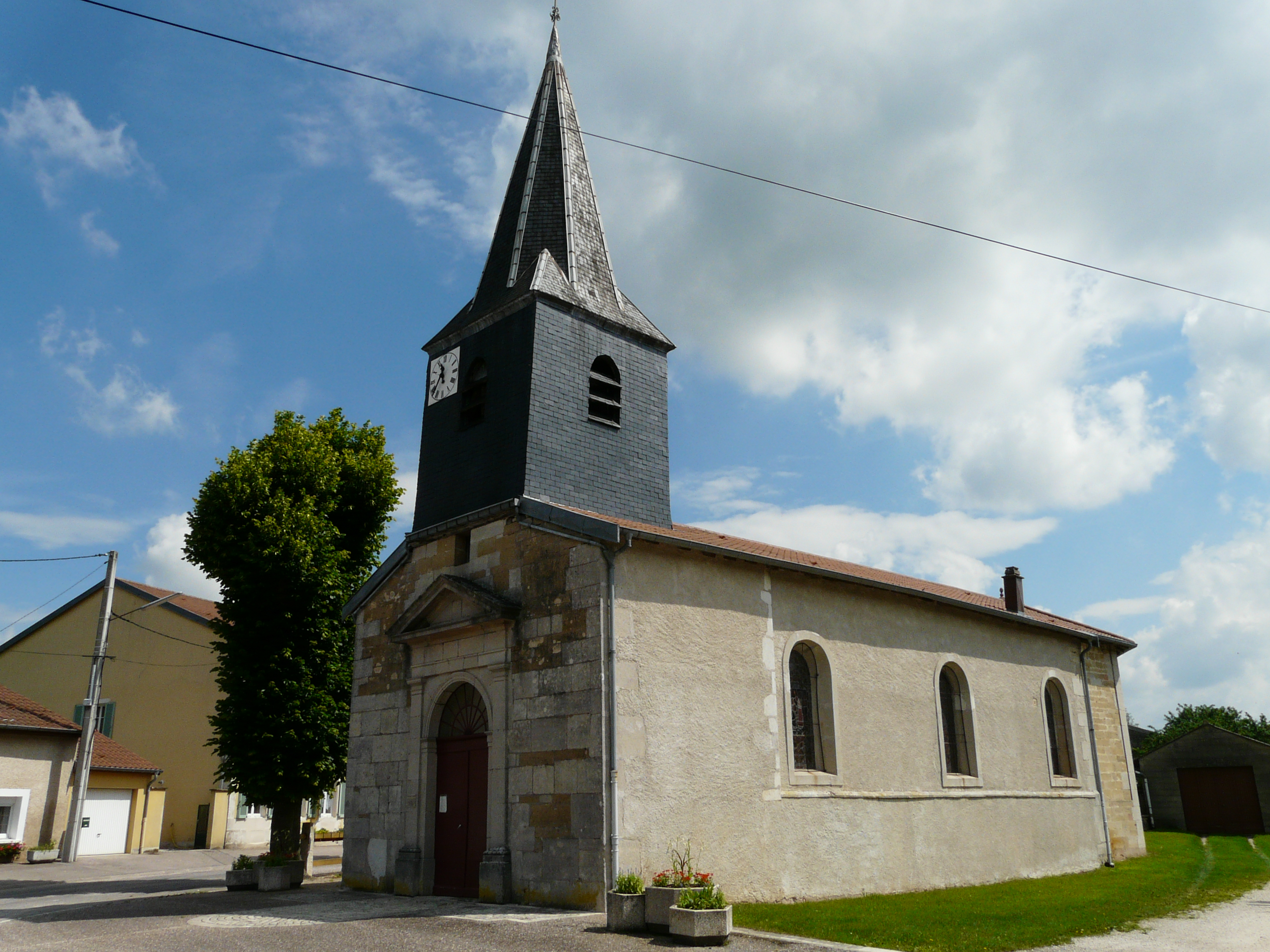
Église Saint-Nicolas.
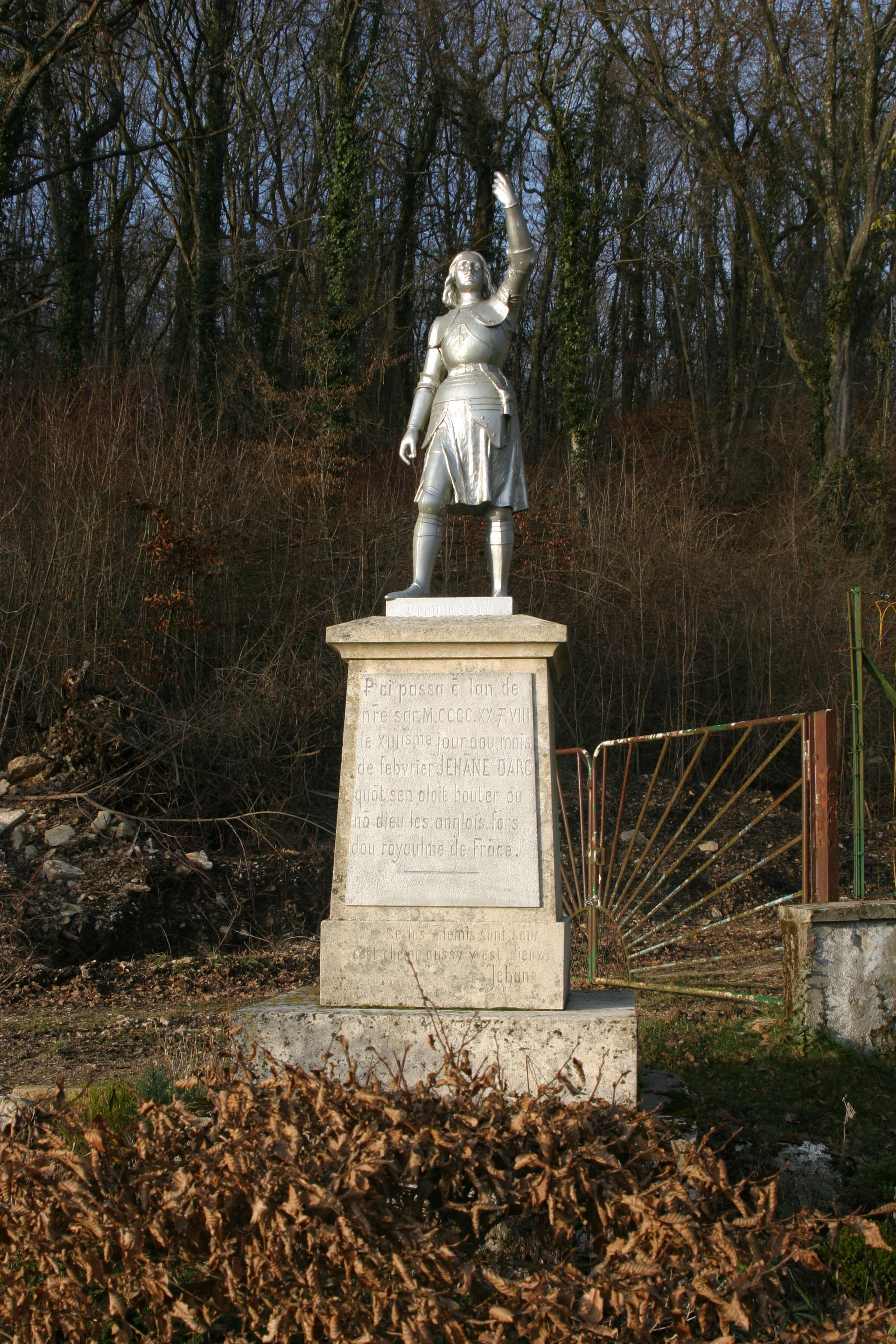
Statue de Jeanne d'Arc.